# Coca amb cireres
La coca amb cireres és una coca típica del Camp de Tarragona i el costum de menjar-la és molt destacat a Reus i a la seua comarca, i també a la ciutat de Tarragona, llocs on es menja per Corpus. La coca s'elabora i es menja durant els mesos de maig i juny, època natural de les cireres. Durant aquesta diada, a les ciutats es festeja amb els gegants, que surten encapçalant la processó i es passegen pels carrers.
A Reus la vigília de Corpus de 1918, per iniciativa de l'alcalde accidental Artemi Aiguader, es va reprendre el costum de repartir gratuïtament coques amb cireres als nens. Aquell dia, a part de les donades als nens de l'asil, se'n van regalar 2.100. Segons s'explica, el costum va ser iniciat pel pesador del mercat de la farina, de la plaça de la Farinera, a mitjans del segle xix, que les feia amb la pols arreplegada dels sacs que li duien a pesar. La clausura del forn va suposar la desaparició de la tradició.
Actualment la coca de cireres es compra a la pastisseria o al forn però, en els seus orígens, la gent que tenia cireres de casa les portava al forn perquè les posessin al damunt de la seva coca, igual que amb la de recapte. S'hi feien senyals diversos per identificar de qui era cadascuna. La cirera pròpia de les coques és l'anomenada negreta, que ja no es comercialitza i és difícil de trobar, una cirera tardana, petita, de carn dura, gairebé negra i molt dolça. Aquesta és la que fa que, un cop sobre la pasta i coberta de sucre, deixi anar aquell almívar exquisit de color de vi.
Es fan tres tipus de coques amb cireres segons la seva pasta, sense comptar-ne els matisos. La més coneguda actualment és la de pasta adobada o pasta de brioix, és a dir, elaborada amb mantega i ous amb la pasta esponjada. La més antiga i tradicional és la de pasta de pa estirada fina, regada amb força oli i espolsada amb una bona quantitat de sucre, que queda més cruixent. També hi ha una tercera modalitat més casolana que és el cóc de cireres, elaborat com un cóc ràpid tradicional, amb una barreja de licors o anís i cobert completament de cireres negretes, força oli i força sucre.
A la Salzadella i als altres pobles productors de la cirera de la comarca del Baix Maestrat, la coca de cireres es menja coincidint amb la Festa de la Cirera, és a dir, la collita de cireres de juny. A més a més, les coques de cirera de la Salzadella són allargades, quadrades i planes, i molt toves. Així i tot, la recepta és essencialment la mateixa.

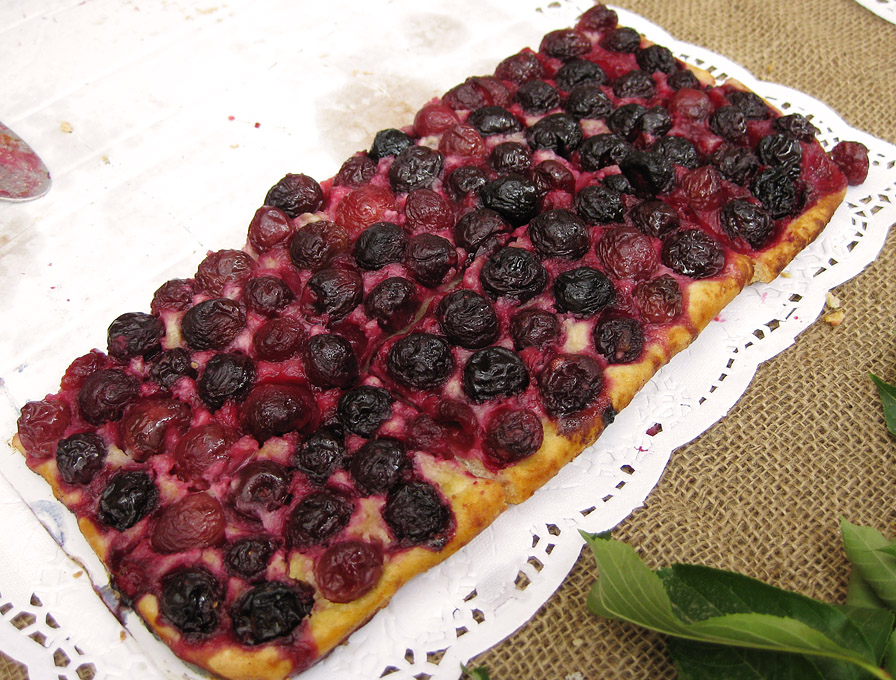
Coca de cireres de la Salzadella